# 大阳张都堂院
大阳张都堂院是一座清代古建筑，位于山西省晋城市泽州县大阳镇大阳二分街村。2013年1月，大阳张都堂院公布为晋城市文物保护单位，编号3-83。